# Philips Usfa

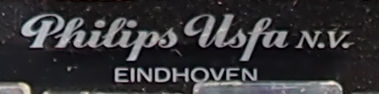
Logo von Philips Usfa

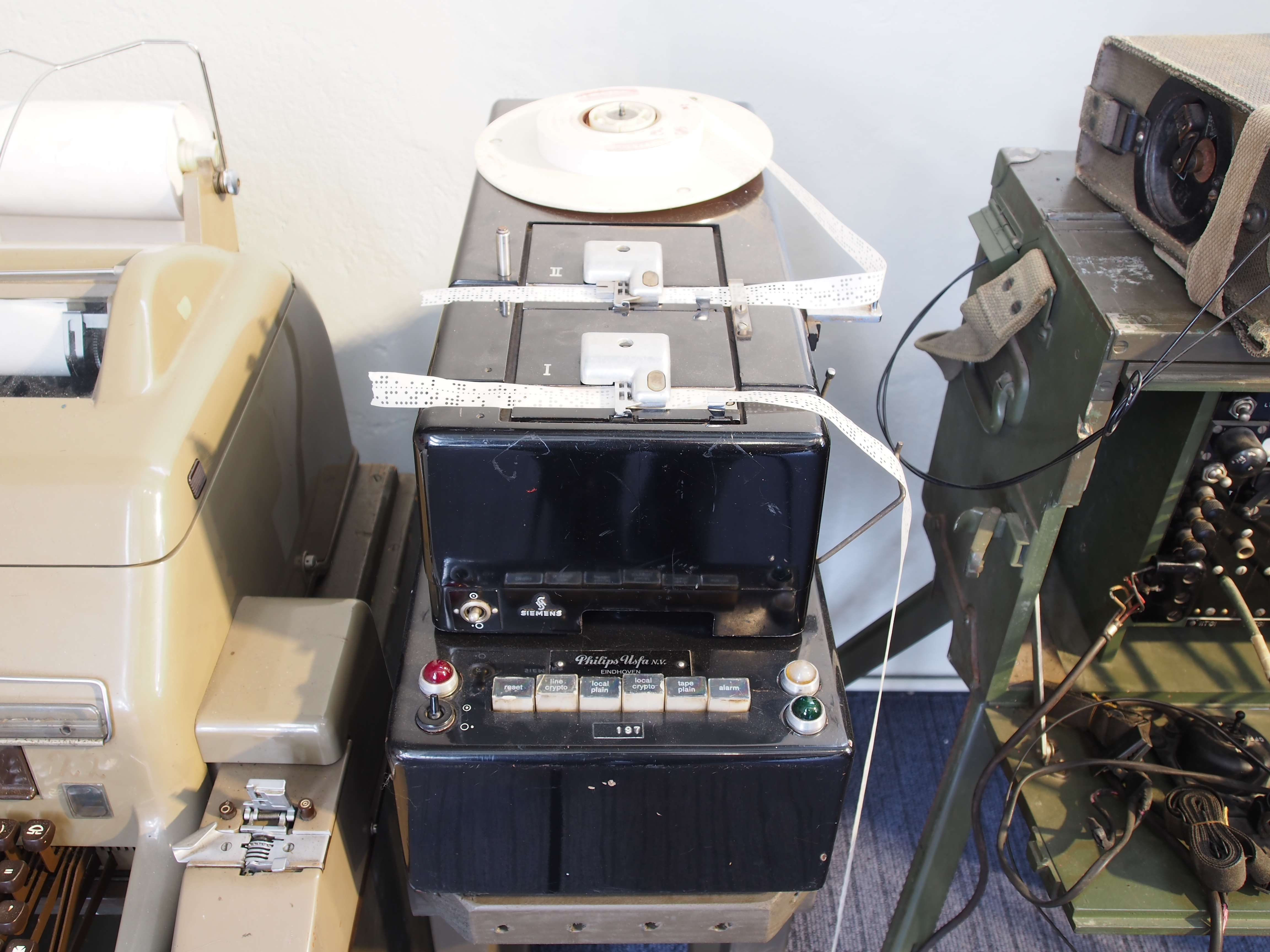
Chiffriergerät Ecolex II von Philips Usfa. Hier unterhalb eines Lochstreifenlesers von Siemens & Halske im Museum Verbindingsdienst. Links daneben ist gerade noch ein Fernschreiber T100 zu erkennen.

Philips Usfa (genauer: Philips Usfa N.V., später: Philips Usfa B.V.) war ein unabhängiges Tochterunternehmen des niederländischen Elektronik-Unternehmens Philips.

## Name
Der Namenszusatz „Usfa“ ist ein Akronym aus niederländisch ultrasoon fabriek und steht für deutsch „Ultraschall-Fabrik“. Dieser trifft allerdings kaum das wahre Geschäftsfeld des Unternehmens, sondern ist vielmehr als ein Deckname aufzufassen. Tatsächlich wurde hier nämlich geheime Militärtechnik entwickelt und gefertigt, wie beispielsweise Nachtsichtgeräte, Annäherungszünder und Chiffriermaschinen.
„N.V.“ ist die Abkürzung von niederländisch naamloze vennootschap, die im Niederländischen übliche Bezeichnung für eine Aktiengesellschaft. Das später verwendete „B.V.“ ist die Abkürzung von niederländisch besloten vennootschap met beperkte aansprakelijkheid und steht für eine Gesellschaft mit beschränkter Haftung.

## Geschichte
Während des Zweiten Weltkriegs befanden sich die Niederlande fünf Jahre lang (1940–1945) unter deutscher Besatzung. Während dieser Zeit übernahmen die Besatzer die heimischen Industrieanlagen und nutzten sie für eigene Zwecke. Nach dem Krieg fielen diese Standorte an die Niederländer zurück. Dazu gehörten drei Fabriken in Eindhoven (dem Stammsitz von Philips), eine in Helmond und eine weitere in Rijswijk. Das niederländische Verteidigungsministerium hatte ein Team von Spezialisten der Firma Philips damit beauftragt, diese zu reaktivieren. Dies geschah ab 1949.
In der Zeit zwischen 1977 und 1989, der Blütezeit der Usfa, arbeiteten etwa 275 Mitarbeiter allein am Standort Meerenakkerweg in Eindhoven. Kurz darauf wurden die Geschäfte von Thomson-CSF übernommen, die inzwischen zur Thales Group gehören.